# فرهاد پرورش
فرهاد پرورش (زاده ۱۳۳۶) سیاست‌مدار و مدیر ارشد اجرایی ایرانی است، که از سال ۱۳۸۸ تا ۱۳۹۶ به‌عنوان مدیر عامل شرکت هواپیمایی ایران ایر فعالیت می‌کرد. وی فعالیت در شرکت ایران ایر را از سال ۱۳۶۹ آغاز کرد و در فاصله سال‌های ۱۳۸۶ تا ۱۳۸۸ بعنوان معاون مدیرعامل و عضو هیئت مدیره شرکت هواپیمایی ایران ایر فعالیت می‌کرد. پرورش در مهرماه ۱۳۸۸ با تأیید هیئت وزیران وقت، بنا بر پیشنهاد وزارت راه و ترابری و با حکم محمدرضا رحیمی (معاون اول رئیس‌جمهور) بعنوان مدیرعامل ایران ایر منصوب شد.